# Kasamatsu
Kasamatsu (jap. 笠松町 Kasamatsu-chō) – miasto w Japonii, na wyspie Honsiu, w prefekturze Gifu. Według danych na rok 2020 miejscowość zamieszkiwało 22 208 mieszkańców , a gęstość zaludnienia wyniosła 2156,1 os./km².